# Ákarna dhanurásana

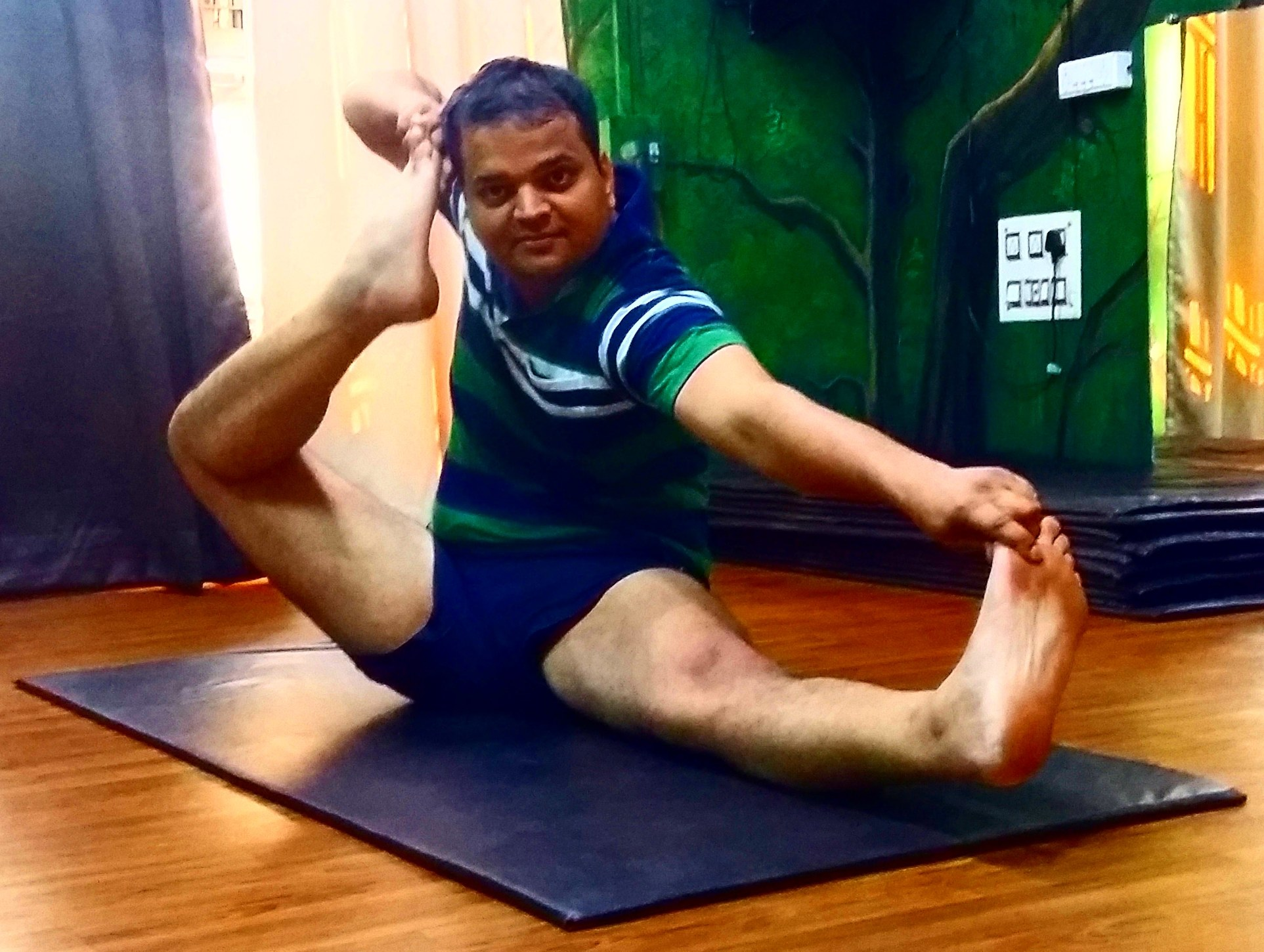
Ákarna dhanurásana

Ákarna dhanurásana je jedna z ásan.

## Etymologie
A znamená směrem/k, karna znamená ucho a dhanu je úklon.

## Popis
Nejprve je nutné udělat široký rozkročný stoj, pak s výdechem přetočit pravé chodidlo vpravo a trup vpravo. S nádechem se zaujme pozice do zvýšeného upažení A v pěst zaťatou pravou ruku (jakoby drží luk), vedle ní zaťatou levou (jako drží tětivu), výdech. S nádechem plynule pokrčit levou ruku v lokti a napíná se tětiva s výdechem se vystřelí šíp, pak se uvolní pěst a vrací se levá ruku k pravé, opakuje se opakujeme 5× a poté na opačnou stranu.